# Глухово (Ленинградская область)
Глу́хово (фин. Luuhkova) — деревня в Кипенском сельском поселении Ломоносовского района Ленинградской области.

## История
Впервые упоминается в Писцовой книге Водской пятины 1500 года как сельцо Глухово в Кипенском погосте Копорского уезда.
Затем как пустошь Gluhouo Ödhe в Кипенском погосте в шведских «Писцовых книгах Ижорской земли» 1618—1623 годов.
На карте Ингерманландии А. И. Бергенгейма, составленной по шведским материалам 1676 года, обозначена деревня Gluchowa.
На шведской «Генеральной карте провинции Ингерманландии» 1704 года она нанесена как деревня Wolgowits.
Деревня Волговицы упомянута на «Географическом чертеже Ижорской земли» Адриана Шонбека 1705 года.
Мыза Глухово упомянута на карте Ингерманландии А. Ростовцева 1727 года.
На карте Санкт-Петербургской губернии Я. Ф. Шмидта 1770 года она обозначена как деревня Глухово.
Согласно 6-й ревизии 1811 года мыза и деревня Глухово принадлежали жене тайного советника А. И. Голубцовой.
На карте Санкт-Петербургской губернии Ф. Ф. Шуберта 1834 года обозначена деревня Глухова, состоящая из 24 крестьянских дворов. При деревне находились мыза Г. М. Скорцова, мыза Волковицкая и постоялый двор.

ГЛУХОВА — мыза и деревня принадлежат генерал-майору Скворцову, число жителей по ревизии: 66 м. п., 68 ж. п. (1838 год)

В пояснительном тексте к этнографической карте Санкт-Петербургской губернии П. И. Кёппена 1849 года она записана как деревня Kluchowa (Глухово) и указано количество её жителей на 1848 год: савакотов — 26 м п., 36 ж. п., всего 62 человека, русских — 121 человек.
Деревня Глухова из 26 дворов отмечена карте профессора С. С. Куторги 1852 года.

ГЛУХОВА — деревня княгини Любомирской, вблизи почтового тракта, число дворов — 23, число душ — 82 м. п. (1856 год)

Согласно «Топографической карте частей Санкт-Петербургской и Выборгской губерний» в 1860 году деревня называлась Глухова и состояла из 26 крестьянских дворов. При деревне находилась мыза Глухово, дом лесничего, харчевня и бывшая мыза Волковицкая.

ГЛУХОВО — деревня и мыза владельческие при колодцах, число дворов — 26, число жителей: 76 м. п., 72 ж. п. (1862 год)

В 1869—1874 годах временнообязанные крестьяне деревни выкупили свои земельные наделы у С. А. Зиновьевой и стали собственниками земли.

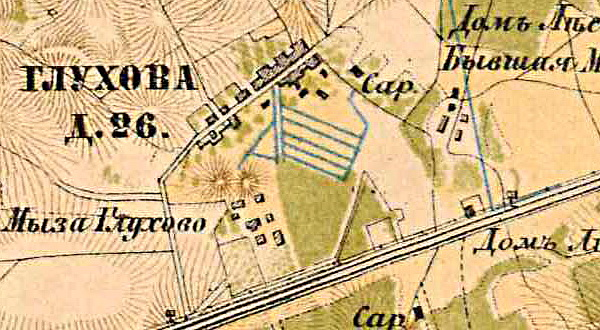
План деревни Глухово. 1885 год

В 1885 году деревня называлась Глухова и насчитывала 26 дворов. При деревне находилась мыза Глухово, дом лесничего и бывшая мыза Волковицкая.
Согласно материалам по статистике народного хозяйства Петергофского уезда 1887 года мыза Глухово площадью 504 десятины принадлежала датскому подданному П. П. Стокгебену, она была приобретена в 1887 году за 43 000 рублей. В мызе были оранжерея и пасека на 20 ульев.
В конце XIX века деревня административно относилась к Витинской волости 1-го стана Петергофского уезда Санкт-Петербургской губернии, в начале XX века — 2-го стана.
По данным «Памятной книжки Санкт-Петербургской губернии» за 1905 год мыза Глухово принадлежала дворянину Эдмунду фон Гуннису.
К 1913 году количество дворов в деревне не изменилось.
С 1917 по 1922 год деревня Глухово входила в состав Глуховского сельсовета Витинской волости Петергофского уезда.
С 1922 года в составе Витинского сельсовета Кипенно-Ропшинской волости.
С 1923 года в составе Ропшинской волости Троцкого уезда.
Согласно данным переписи населения СССР 1926 года в деревне Глухово проживал 141 человек — большинство русские, а также финны.
С 1927 года в составе Ораниенбаумского района.
В 1928 году население деревни Глухово также составляло 141 человек.

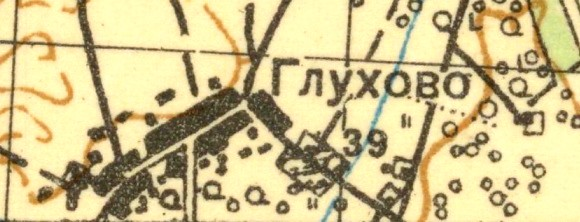
План деревни Глухово. 1931 год

С 1931 года в составе Красногвардейского района. Согласно топографической карте 1931 года деревня Глухово насчитывала 39 дворов, в ней был организован одноимённый совхоз.
По данным 1933 года деревня Глухово входила в состав Витинского сельсовета Красногвардейского района.
С 1939 года в составе Красносельского района.
Деревня освобождена от немецко-фашистских оккупантов 21 января 1944 года.
С 1955 года в составе Ломоносовского района.
С 1960 года в составе Кипенского сельсовета.
С 1963 года в составе Гатчинского района.
С 1965 года вновь в составе Ломоносовского района. В 1965 году население деревни Глухово составляло 556 человек.
По данным 1966, 1973 и 1990 годов деревня Глухово также входила в состав Кипенского сельсовета.
В 1997 году в деревне Глухово Кипенской волости проживали 63 человека, в 2002 году — 66 человек (русские — 91 %), в 2007 году — 157.

## География
Деревня расположена в южной части района, к западу от административного центра поселения деревни Кипень на автодороге А180 (E 20) (Санкт-Петербург — Ивангород — граница с Эстонией) «Нарва».
Расстояние до административного центра поселения — 5,5 км.
Расстояние до ближайшей железнодорожной станции Красное Село — 22 км.

## Демография
| 1862 | 2002 | 2007 | 2010 | 2017 |
| ---- | ---- | ---- | ---- | ---- |
| 148  | ↘66  | ↗157 | ↘91  | ↗94  |

## Улицы
Апрельская, Васильковый проезд, Лютиковый проезд, Мартовский проезд, Новая, Ромашковая, Середенина.